# София (санджак)
Санджак София (тур. Sofia Sancağı, болг. Софийски санджак) — один из санджаков Османской империи, административным центром которого была София. Он был основан в 1393 году и расформирован после создания Болгарского княжества в 1878 году.

## История и администрирование
Санджак София был основан около 1393 года . Первоначально у него было две нахии: Знеполье и Висок. Его первым санджакбеем был Инче Балабан, также известный как «Завоеватель Софии». Одним из его санджакбеев был Малкочоглу Али-бей, член семьи Малкочоглу, умерший в 1514 году.
Вскоре после основания санджака София стала резиденцией Румелийского эялета. Хотя бейлербеи Румелии в ранние периоды иногда останавливались в Битоле, София оставалась резиденцией и центром Румелийского эялета. Поскольку это была резиденция Румелийского бейлербея, санджак Софии имел статус паши-санджака (тур. Paşa Sancağı), или главного санджака эялета.
Санджак Софии и его 50 тимаров были зарегистрированы для целей налогообложения в 1446 и 1455 годах, а также в 1488/1489 и 1491 годах. В 1520-х годах около 6,1 % всего населения (25 910 человек) санджака Софии были мусульманами. В конце XVI и начале XVII века Ниш принадлежал санджаку София.
В конце XVIII века Софийский санджак часто подвергался нападениям со стороны Османа Пазвантоглу. В период 1846—1864 годов санджак София принадлежал Нишскому эялету, а с 1864 по 1878 год — Дунайскому вилайету. В то время у него были следующие казы: София, Кюстендил, Самоков, Дупница, Радомир, Златица, Орхание и Джумая.

## Расформирование
После подписания решений Берлинского конгресса 13 июля 1878 года Софийский санджак был объединен с Северной Болгарией в Болгарское княжество, де-факто независимое вассальное государство Османской империи, за исключением казы Джумая (также называемой Кума-и-бала), которая была передана вновь основанному санджаку Гюмюльчине.